# Paschiodes
Paschiodes là một chi bướm đêm thuộc họ Crambidae.

## Các loài
- Paschiodes aethiopicalis (Hampson, 1913)
- Paschiodes mesoleucalis Hampson, 1913
- Paschiodes okuensis Maes, 2000
- Paschiodes scoparialis (Viette, 1957)
- Paschiodes thomealis Viette, 1957
- Paschiodes ugandae Maes, 2005